# Лукаш, Елена Леонидовна
Еле́на Леони́довна Лукаш (укр. Олена Леонідівна Лукаш; род. 12 ноября 1976, Рыбница, Молдавская ССР, СССР) — украинский государственный, политический и общественный деятель. Министр юстиции Украины (2013—2014), министр Кабинета министров Украины (2012—2013). Народный депутат Украины V и VI созывов.
Юрист, адвокат. Заслуженный юрист Украины (2010). Член Совета Союза юристов Украины.

## Биография
В 1977—1995 годах проживала в городе Северодонецке Луганской области.
Окончила среднюю общеобразовательную школу № 4 и музыкальную школу № 2 города Северодонецка. Затем поступила в Северодонецкое высшее профессиональное училище № 92 и окончила его в 1995 году по специальности «Контролёр-кассир».
В 2000 году окончила Академию труда и социальных отношений при Федерации профсоюзов Украины (Киев) по специальности «Правоведение».
С 2000 по 2005 год занималась юридической и преподавательской деятельностью:
- май 2000 — август 2001 — юрист ООО «Агентство „Именем Закона“»;
- 26 апреля 2001 — получение свидетельства на право занятия адвокатской деятельностью (квалификационно-дисциплинарная комиссия адвокатуры Киевской области);
- сентябрь 2001 — декабрь 2003 — директор ООО "Агентство «Именем Закона»;
- март 2004 — июнь 2005 — старший преподаватель кафедры гражданских и криминально-правовых дисциплин Украинской Академии внешней торговли;
- июнь 2005 — ноябрь 2005 — юрист ООО «Юридическое агентство „Либера“».

Во время Оранжевой революции в ноябре-декабре 2004 года Елена Лукаш представляла в Верховном суде Украины интересы кандидата в президенты Виктора Януковича. Это был резонансный судебный процесс по делу «Виктор Ющенко против Центризбиркома» (о признании сфальсифицированными результаты второго тура голосования на выборах президента Украины).
Являлась адвокатом Виктора Тихонова, бывшего председателя Луганского облсовета, в «деле о сепаратизме». По этому делу в числе подозреваемых проходил также экс-губернатор Харьковской области Евгений Кушнарёв. Подзащитным адвоката Елены Лукаш был Борис Колесников, попавший под следствие по подозрению в вымогательстве.
Весной 2007 года отстаивала интересы правящей коалиции в качестве уполномоченного представителя Кабмина в Конституционном Суде (в деле о рассмотрении конституционности указа президента Ющенко, который досрочно прекращал полномочия парламента V созыва).
30 июня 2005 года избрана членом правления Всеукраинской общественной организации «Союз молодёжи регионов Украины».
26 марта 2006 года избрана народным депутатом Украины по спискам Партии регионов (№ 26) на парламентских выборах.
После назначения на должность первого заместителя министра Кабинета министров Украины — начальника Управления правового обеспечения Секретариата Кабинета министров Украины с 10 ноября 2006 года, сложила полномочия народного депутата.

В данной должности проработала до 8 ноября 2007 года.
30 сентября 2007 года избрана народным депутатом Украины по спискам Партии регионов (№ 27) на досрочных парламентских выборах. Занимала пост секретаря парламентского Комитета по вопросам правовой политики.
4 марта 2010 года, после избрания президентом Украины Виктора Януковича, стала первым заместителем главы Администрации президента Украины — представителем президента Украины в Конституционном суде Украины. Представляла интересы президента в ходе рассмотрения Конституционным судом Украины дела о соблюдении процедуры внесения изменений в Конституцию Украины ЗУ «О внесении изменений в Конституцию» от 8 декабря 2004 г. № 2222 — IV.
5 апреля 2011 года стала советником президента Украины — представителем президента Украины в Конституционном суде Украины .
24 декабря 2012 года освобождена от обязанностей советника президента Украины и назначена министром Кабинета министров Украины.
29 декабря 2012 года назначена представителем президента Украины в Конституционном суде Украины.
4 июля 2013 года освобождена с должности министра Кабинета Министров Украины и назначена Министром юстиции Украины.
В январе—феврале 2014 года в период массовых протестов Е. Лукаш входила в Рабочую группу по урегулированию политического кризиса на Украине. В ходе переговоров с лидерами оппозиционных парламентских фракций вырабатывались пути мирного выхода из ситуации, сложившейся в стране.
С 28 января 2014 года в связи с отставкой премьер-министра Украины Николая Азарова являлась и. о. министра юстиции Украины. 27 февраля 2014 года отправлена в отставку с поста министра юстиции Украины в связи с утверждением нового состава Кабинета министров Украины.
7 марта 2014 года была освобождена от должности представителя президента Украины в Конституционном суде Украины.
В конце июня 2017 года стала адвокатом журналиста Игоря Гужвы, обвинявшегося в вымогательстве денег за не публикацию компрометирующих статей в своём издании «Страна.ua».
С ноября 2018 года — блогер сайта «Страна.ua». В дальнейшем на постоянной основе появлялась в эфирах телеканалов 112 Украина, NewsOne (где вела программу «Субъективные итоги») и ZIK (с 2019 года).

## Уголовное преследование
28 февраля 2014 года Генеральная прокуратура Украины потребовала от МВД и СБУ в течение 10 дней задержать Елену Лукаш как человека, подозреваемого в массовых убийствах активистов в центре Киева с 18 по 22 февраля. Вместе с тем, информация о причастности Лукаш к совершению преступлений своего подтверждения не нашла. Кроме того, при рассмотрении в суде правомерности действий ГПУ было установлено, что ГПУ в розыск никого не объявляла, а лишь поручила установить местонахождение отдельных лиц, в том числе и Лукаш.
6 марта 2014 года Евросоюз и Канада объявили, что Лукаш числится в списках высокопоставленных украинских чиновников, против которых вводятся финансовые санкции. Елена Лукаш заявила, что у неё никогда не было и нет банковских счетов, активов и недвижимого имущества за границей. Генеральная прокуратура Украины не смогла пояснить причины включения Елены Лукаш в санкционный список Евросоюза. По официальным данным ГПУ никаких активов за рубежом не обнаружено.
В апреле 2015 года заместитель Генерального прокурора Украины Юрий Столярчук на заседании Комитета ВРУ по вопросам противодействия коррупции заявил, что доказательств вины Елены Лукаш нет. Санкции в отношении неё могут быть сняты, поэтому необходимо до 6 июня 2015 года найти «хоть что-то любой ценой», чтобы подтвердить их обоснованность. В мае 2015 года Генеральная прокуратура Украины признала, что активов и средств у Лукаш за границей не выявлено.
4 июня 2015 года Генпрокуратура Украины сообщила, что 28 мая составила уведомление о подозрении Елены Лукаш в завладении государственными денежными средствами в сумме 2,523 млн грн. Суть обвинений заключалась в якобы злоупотреблении Лукаш своим служебным положением, вступлением в сговор с сотрудниками Министерства юстиции и предпринимателями, в фиктивном проведении торгов. О сути выдвигаемых ГПУ подозрениях рассказала Лукаш. В тот же день адвокат Юрий Иващенко заявил, что никаких сообщений о подозрении, о которых заявила Генеральная прокуратура, Лукаш не сообщалось и не вручалось.
6 июня ЕС опубликовал в Официальном журнале решение о продлении санкций против Елены Лукаш ещё на девять месяцев.
12 августа 2015 года адвокаты Лукаш обратились в Генпрокуратуру Украины с заявлением о наличии в действиях заместителя Генерального прокурора Украины Ю. В. Столярчука признаков уголовных правонарушений, предусмотренных ч. 2 ст. 364, ч. 2 ст. 366, ч. 2 ст. 372 УК Украины. Речь шла о внесении заведомо не правдивых сведений в официальные документы, привлекающие Лукаш как заведомо невиновную к уголовной ответственности с обвинением в совершении особо тяжкого преступления, злоупотребления своим служебным положением.
Адвокаты настаивали, что факты, которыми ГПУ обосновывает подозрение Елене Лукаш, «не отвечают действительности, являются фактически вымышленными и не подтверждаются никакими доказательствами». Они утверждали, что это «установлено и подтверждается материалами уголовного производства». В результате противоправных действий Столярчука в Совет ЕС были поданы данные, на основании которых принято решение о продолжении санкций относительно Елены Лукаш.
8 сентября 2015 года Главная военная прокуратура Украины начала уголовное производство, связанное с возможной фальсификацией уголовного дела в отношении Елены Лукаш. 10 сентября на сайте МВД была обнародована информация, что СБУ инициировала государственный розыск Лукаш. Её подозревали по ч. 5 ст. 191 Уголовного кодекса (присвоение, растрата или завладение имуществом путём злоупотребления служебным положением). 5 ноября Служба безопасности Украины задержала Лукаш в Киеве и доставила в ГПУ для проведения следственных действий.
6 ноября 2015 года Генеральная прокуратура Украины настояла на аресте Елены Лукаш без избрания ей альтернативной меры пресечения. В тот же день Печерский районный суд Киева избрал Лукаш меру пресечения в виде 2-месячного содержания под стражей с альтернативой освобождения под залог 5,1 млн гривен. Депутат Верховной Рады Украины от фракции «Оппозиционный блок» Вадим Новинский внес 5 115 600 гривен на счет Печерского районного суда Киева в качестве залога за Лукаш. 7 ноября адвокаты Елены Лукаш заявили об отказе Службы безопасности Украины выполнить решение суда в части освобождения своей подзащитной под залог. 18 ноября Апелляционный суд Киева уменьшил сумму залога до 2,5 млн гривен.
13 ноября Елена Лукаш обратилась к Генеральному прокурору Украины Шокину В. Н. с требованием допросить её по всем имеющимся в производстве ГПУ уголовным делам, по которым к ней у следствия есть вопросы.
28 декабря Соломенский райсуд Киева отказался продлить ограничительные меры в отношении Лукаш, освободив её из под ареста.
Генеральная прокуратура Украины продлила срок следствия по уголовному производству до 26 мая 2016 года против Елены Лукаш о незаконном завладении 2,5 млн гривен и служебном подлоге.
9 февраля 2016 года Лукаш подала в Печерский районный суд Киева иск о защите чести и достоинства на Генеральную прокуратуру Украины и помощника генерального прокурора Украины Владислава Куценко. 21 апреля Печерский районный суд Киева обязал Генеральную прокуратуру Украины расследовать факты давления со стороны прокуроров на участников уголовного производства против Лукаш.
20 ноября 2017 года Генеральный прокурор Украины Юрий Луценко заявил, что заместитель генпрокурора Анжела Стрижевская не согласовывает сообщение о подозрении экс-министру юстиции Елене Лукаш из-за недостаточности собранных доказательств.
5 марта 2018 года Совет Европейского Союза исключил Елену Лукаш из санкционного списка.
13 марта 2018 года Юрий Луценко заявил, что Генпрокуратура Украины не нашла доказательств совершения преступлений Лукаш.
На протяжении декабря 2017 года — марта 2018 года уголовное дело в отношении Лукаш неоднократно передавалось ГПУ в НАБУ, но возвращалось назад, поскольку НАБУ отказалось расследовать это дело.

## Семья
Мать — Любовь Васильевна Лукаш (1948), пенсионерка.
Муж — Григорий Ильяшов (1965), бывший председатель Службы внешней разведки Украины, генерал-полковник. Не живут вместе с мая 2013 года.
Дети — Мария (19 января 2009 года), София (7 февраля 2010 года).
Сестра — Татьяна Лукаш (1979), член Центральной избирательной комиссии Украины по квоте Партии регионов, секретарь ЦИК, заслуженный юрист Украины (2010).